# Osbeckia aspericaulis
Osbeckia aspericaulis är en tvåhjärtbladig växtart som beskrevs av Joseph Dalton Hooker och José Jéronimo Triana. Osbeckia aspericaulis ingår i släktet Osbeckia och familjen Melastomataceae. Inga underarter finns listade i Catalogue of Life.